# Pektorál

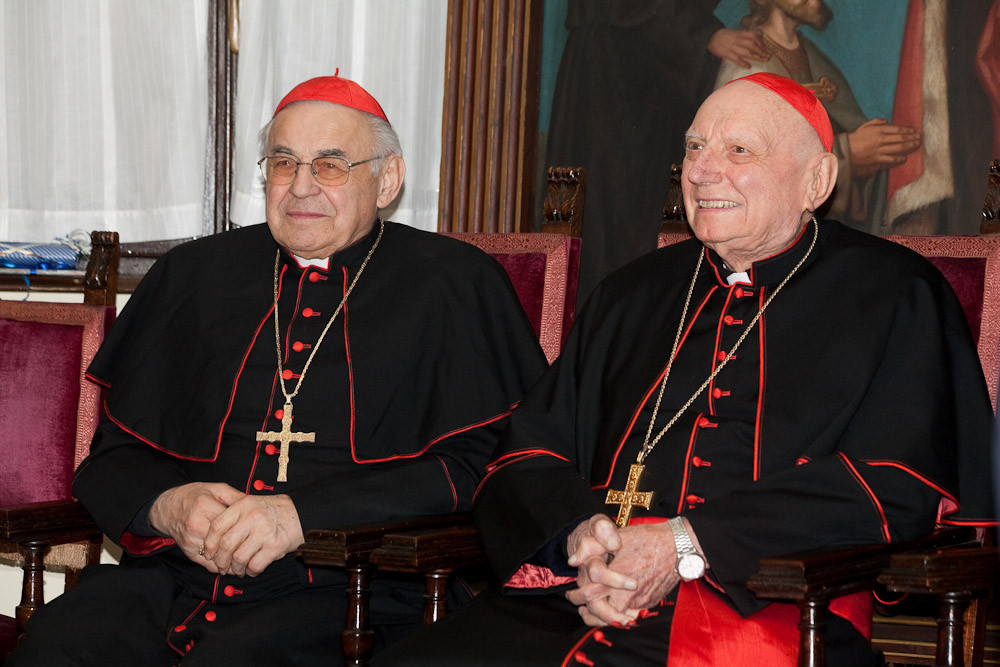
Kardinálové Vlk a Špidlík s pektorály

Pektorál (z latinského pectoralis, tj. hrudní), přesněji řečeno pektorální přívěsek je náprsní šperk.

## Význam

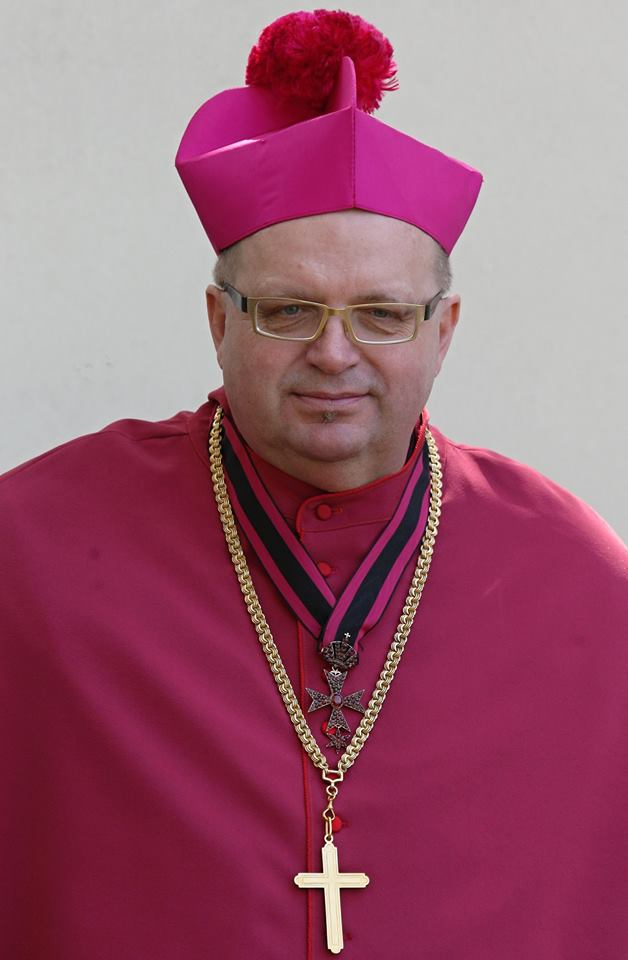
Probošt Jiří Hladík s pektorálem a signem Řádu Křižovníků s červenou hvězdou

Může mít různý účel a ideový význam. Ve starověku představuje jakýkoliv nákrční šperk, zpravidla ve tvaru štítu zavěšeného na řetězu, například odznak vlády egyptského faraóna nebo choschen starozákonního kněze.
V křesťanské Evropě se termín od středově̟ku používá pro pektorální křížek šperkové podoby, odznak víry, nošený převážně církevními preláty římskokatolické, řeckokatolické nebo také pravoslavné církve, v nichž má rovnocenný řecký termín enkolpion (en= v/na kolpion= prsa/hruď).

## Historie
Podle ustanovení římského ritu pro slavnostní, tzv. pontifikální bohoslužbu, měl kněz od 12. století nosit pektorál na krku, zavěšený na řetěze, na řemínku nebo na stuze jako insignii úřadu vyššího preláta a zároveň součást slavnostního tj. pontifikálního oděvu.

## V různých církvích
V římskokatolické církvi nejprve pektorál s ostatky svatých nosil jen papež, od 12. století také kardinálové, arcibiskupové, biskupové, opati exemptních a územních klášterů, abatyše, kapitulní probošti a někteří další preláti.
Ve slovanských pravoslavných církvích a v řeckém ritu byzantské církve se náprsní kříž nazývá enkolpion, bývá dvojdílný s vyobrazením ukřižovaného Krista na líci a Panny Marie s dítětem na rubu, který se nazývá panagia. Všichni ostatní duchovní v řeckých církvích jej nosí pouze jako vyznamenání (stauroforos).
V luterských evangelických církvích nosí náprsní kříže biskupové, podobně jako v anglikánských a episkopálních církvích.

## Alternativy
- Numisma

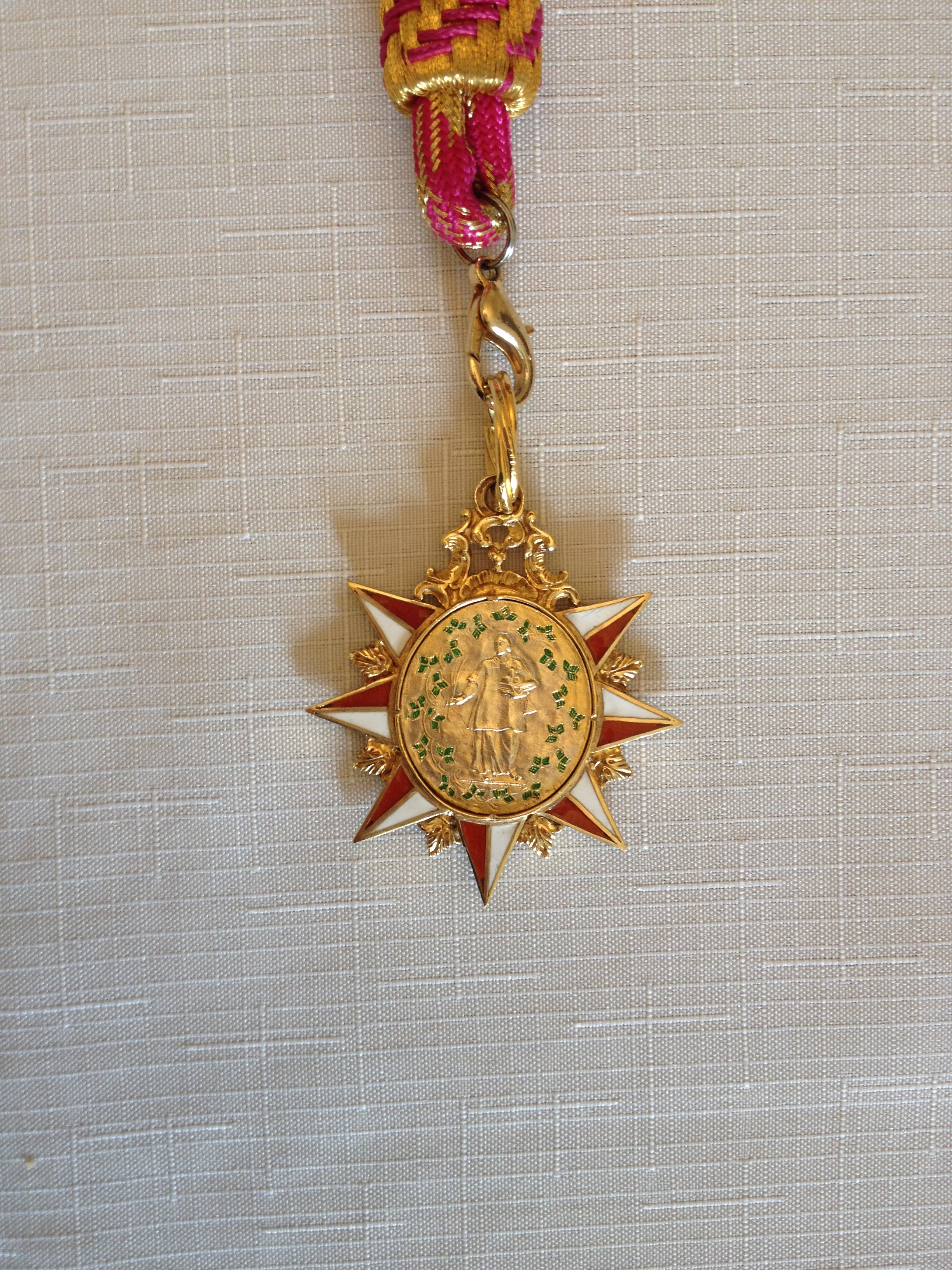
Numisma kanovníků katedrální kapituly v Litoměřicích (líc)

Někdy se místo náprsního kříže používá na řetězu zavěšené numisma (latinsky mince). Zpravidla takový typ pektorálu používají kanovníci kapitul nebo některé další osoby, které nepožívají označení prelát, avšak zastavají určitý úřad v katolické církvi.
- Kanovnické signum

Odznak úřadu kapitulního kanovníka nebo člena kapituly řeholního (rytířského, špitálního ad.) řádu. Signum má podobu zlatého nebo stříbrného přívěsku na řetěze. Na přívěsku bývají vyobrazeni svatí patroni kapituly nebo znak řeholního (rytířského, špitálního ad.) řádu, například svatí Petr a Pavel na signu kanovníků Vyšehradské kapituly, svatí Kosma a Damián na signu staroboleslavském nebo kříž s červenou hvězdou na signu Rytířského řádu křižovníků a červenou hvězdou. Signum mělo v historické době jednotný základ pro všechny členy (6-12 kanovníků), jednotlivci si je dále mohli dát ozdobit podle svého vkusu.
- Monile

Řecký termín odvozený od slova monos = jeden označuje náprsní relikviář s jednou relikvií. Schránka měla zpravidla okrouhlý tvar a vpředu okénko s relikvií označenou popiskou. Nosili je duchovní na krku, stejně jako pektorál. Monile bylo oblíbené v období gotiky, jak dokládají příklady ze Svatovítského pokladu v Praze.